# Barranc dels Gossos
El Barranc dels Gossos és un curs d'aigua del terme de Reus a la comarca catalana del Baix Camp.
Va de la Munta-i-Baixa (ara se'n diu plaça de Pompeu Fabra) a la Riera de la Beurada. De recorregut curt, només uns 600 metres, és estret i relativament profund. El bocí més proper a la Munta-i-Baixa va ser excavat els anys 1854-1855 per tal de desviar cap a la Riera de la Beurada les aigües del Barranc dels Cinc Ponts i de la Raseta, per tal d'evitar que, en èpoques de pluges fortes, tota l'aigua baixés per la Riera de Miró, cosa que deixava aïllat el Barri de "l'Isla". Només una part és visible, la que fa de límit als Xalets Quintana.